# Lycosa coelestis
Lycosa coelestis är en spindelart som beskrevs av Ludwig Carl Christian Koch 1878. Lycosa coelestis ingår i släktet Lycosa och familjen vargspindlar. Inga underarter finns listade i Catalogue of Life.